# 싱가포르 MRT

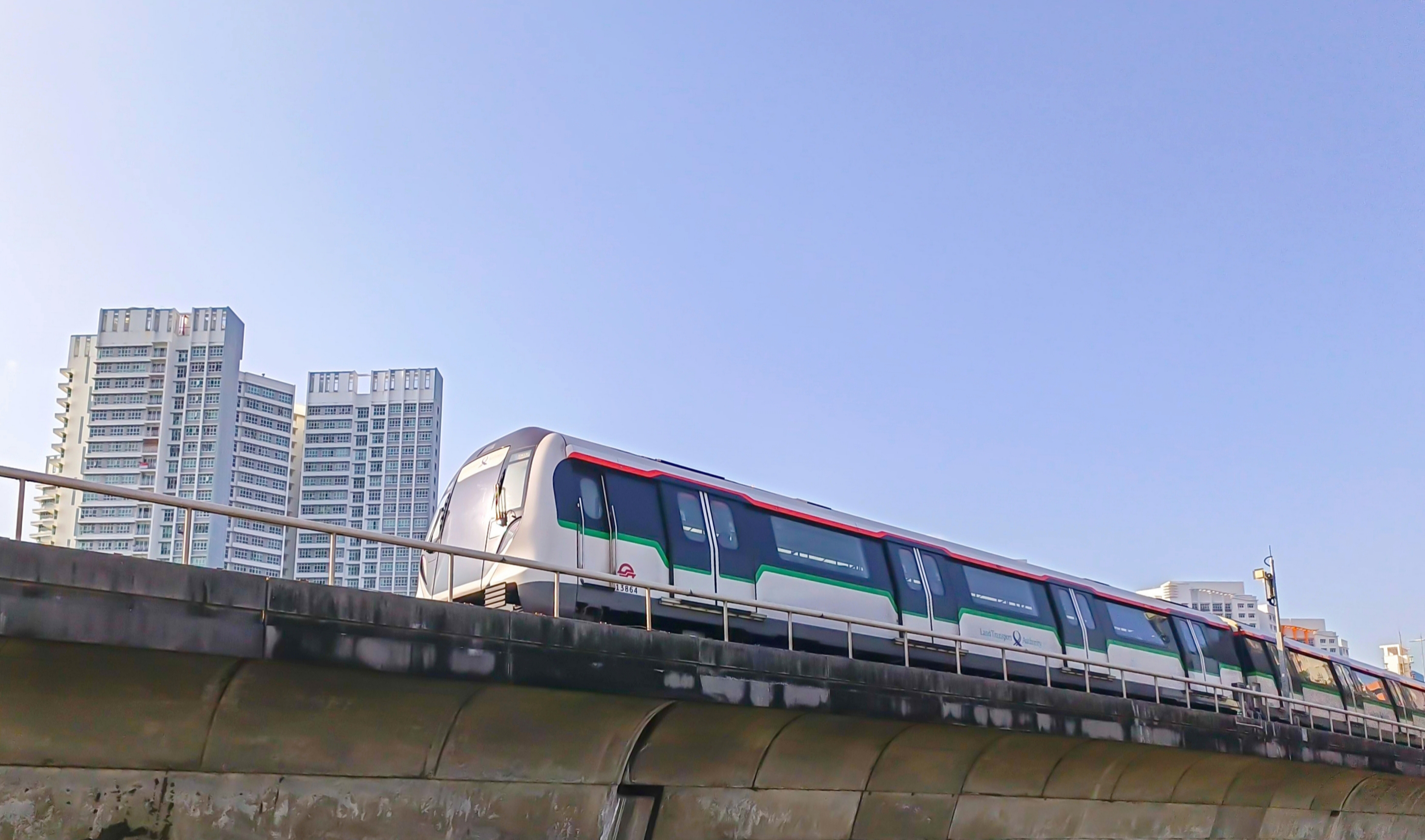
R151열차

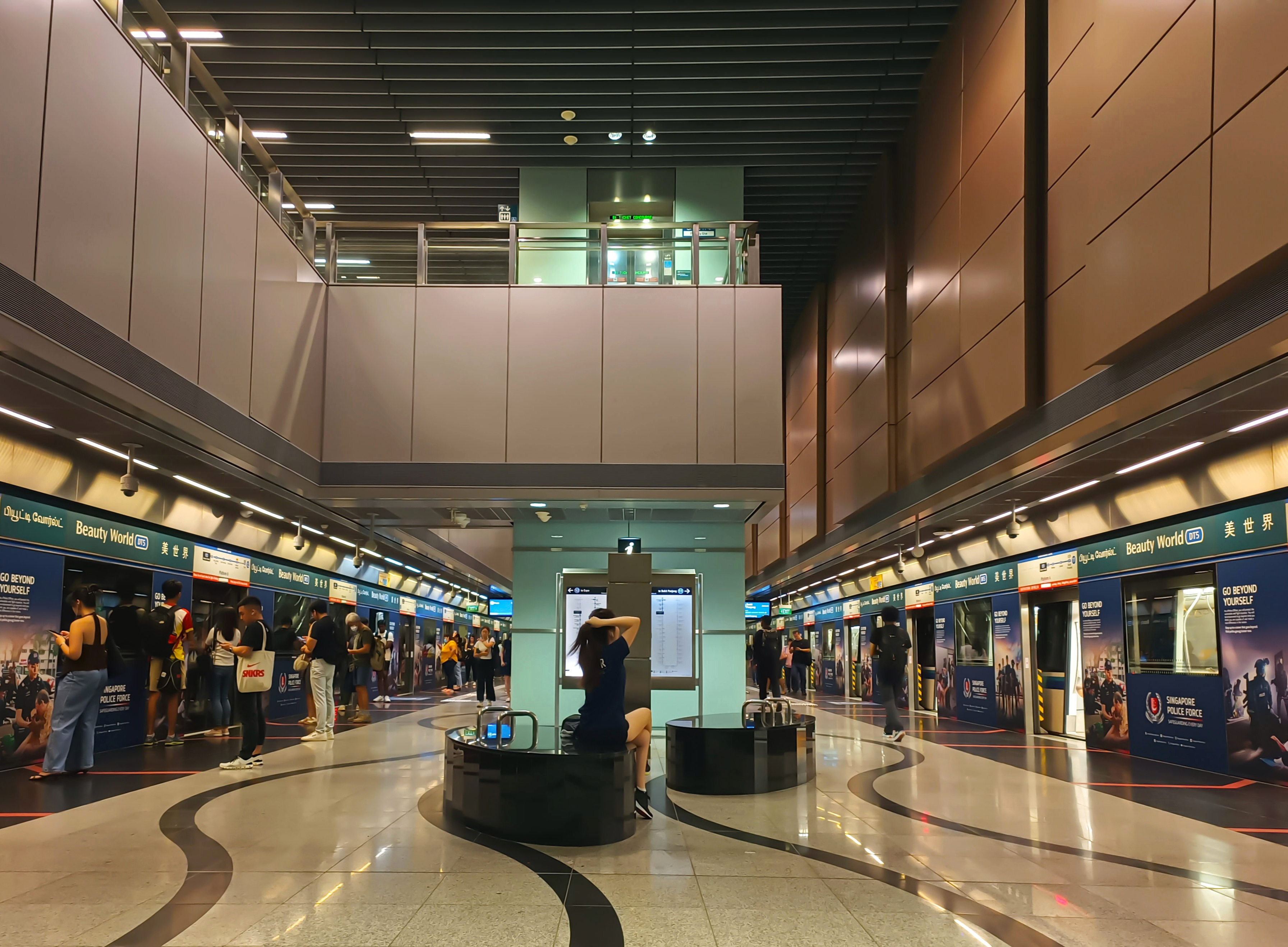
뷰티월드 MRT 역 플랫폼

싱가포르 도시철도는 싱가포르 도시 전체를 아우르는, 싱가포르 공공 교통 체계에서 중요한 역할을 하는 철도이다. 첫 노선은 1987년, 싱가포르의 적극적인 정책 추진으로 급속히 성장했다.
현재 5개의 노선에 121개의 철도역이 있으며 총 길이는 170.7 km이다. 철도 노선 건립은 싱가포르 육상교통국이 운영은 주식회사 SMRT와 SBS 트랜시트(SBS Transit)가 각자 노선을 나눠서 맡고 있다. 운영하는 회사들은 완벽한 대중 교통 서비스의 통합을 추구하여, 버스나 택시 서비스도 제공한다. 또한 싱가포르 도시계획부가 만든 주택 지역들을 경전철이 다니며 도시철도와 연결해줌으로 도시철도가 다니지 못하는 곳을 보완해주고 있다.
MRT는 동남아시아에서 가장 오래되고, 바쁘고, 가장 넓은 지하철 시스템이다. 철도 인프라에 대한 자본 지출은 지속적으로 높아 2021년 누적 1,500억 싱가포르 달러에 육박하며, 이 네트워크는 킬로미터 당 및 절대 기준으로 세계에서 가장 비용이 많이 드는 네트워크 중 하나가 되었다. 건설과 조달은 영리를 목적으로 하는 민간기업인 SMRT와 SBS Transit 운영권을 할당하는 법정 이사회인 육상교통청(LTA)의 권한에 속한다. 이들 사업자는 각자의 노선에 대한 자산 유지보수를 책임지고 있으며, 버스 서비스를 운영하여 운영 동기화와 광범위한 대중 교통 네트워크의 수평적 통합을 촉진한다.
MRT는 완전 자동화되어 있으며 세계에서 가장 광범위한 운전자 없는 고속 철도 시스템이다. 네트워크 현대화와 지속적인 신뢰성을 보장하기 위해 자산 갱신 작업이 주기적으로 수행되며, 모든 역에는 스크린도어, 와이파이 연결, 승강기, 실내 온도 조절 및 접근성 조항이 있다. 초기 네트워크의 대부분은 콘크리트 고가교 위에 있으며, 작은 부분은 수평으로 운행되고, 새로운 노선은 대부분 지하에 있으며, 세계에서 가장 긴 연속 지하철 터널 구간을 포함하고 있다. 많은 지하 역들이 싱가포르 민방부대(SCDF)의 운영 권한에 따라 특수 목적의 방공호로 두 배로 확장되었다.

## 역사
MRT 시스템은 1987년에 처음 운영을 시작했다.

## 철도 시설

### 현재 노선
현재 운영 중인 노선들은 다음과 같다.
| 노선명 또는 색                                 | 운영 개시        | 다음 연장       | 역수 | 거리 (km) | 시종착역                                         | 시종착역                                           | 차고                                                             | 운영자      |
| ---------------------------------------------- | ---------------- | --------------- | ---- | --------- | ------------------------------------------------ | -------------------------------------------------- | ---------------------------------------------------------------- | ----------- |
| 남북선 (North South Line)                      | 1987년 11월 7일  | 2030년 이후     | 27   | 44        | 주롱 이스트 (Jurong East)                        | 마리나 사우스 피어 (Marina South Pier)             | 비샨 (Bishan) 울루 판단 (Ulu Pandan) 창이 (Changi) 투아스 (Tuas) | SMRT Trains |
| 동서선 (East West Line)                        | 1987년 12월 12일 | -               | 35   | 56.6      | 파시르 리스 (Pasir Ris) 타나 메라 (Tanah Merah)  | 투아스 링크 (Tuas Link) 창이 공항 (Changi Airport) | 비샨 (Bishan) 울루 판단 (Ulu Pandan) 창이 (Changi) 투아스 (Tuas) | SMRT Trains |
| 동북선 (North East Line)                       | 2003년 6월 20일  | -               | 17   | 22        | 하버프론트 (HarbourFront)                        | 풍골 코스트 (Punggol Coast)                        | 셍캉 (Sengkang)                                                  | SBS Transit |
| 서클 선 (Circle Line)                          | 2009년 5월 28일  | 2026년          | 30   | 35.4      | 마리나 베이 (Marina Bay) 도비 고트 (Dhoby Ghaut) | 하버프론트 (HarbourFront)                          | 킴 추안 (Kim Chuan)                                              | SMRT Trains |
| 도심선 (Downtown Line)                         | 2013년 12월 22일 | 2025년 2월 28일 | 34   | 41.7      | 부킷 판장 (Bukit Panjang)                        | 엑스포 (Expo)                                      | 킴 추안 (Kim Chuan) 갈리 바투 (Gali Batu)                        | SBS Transit |
| 톰슨-이스트 코스트선 (Thomson-East Coast Line) | 2020년 1월 31일  | 2026년          | 27   | 43        | 우드랜즈 노스 (Woodlands North)                  | 베이쇼어 (Bayshore)                                | 만다이 (Mandai)                                                  | SMRT Trains |

### 시설과 서비스

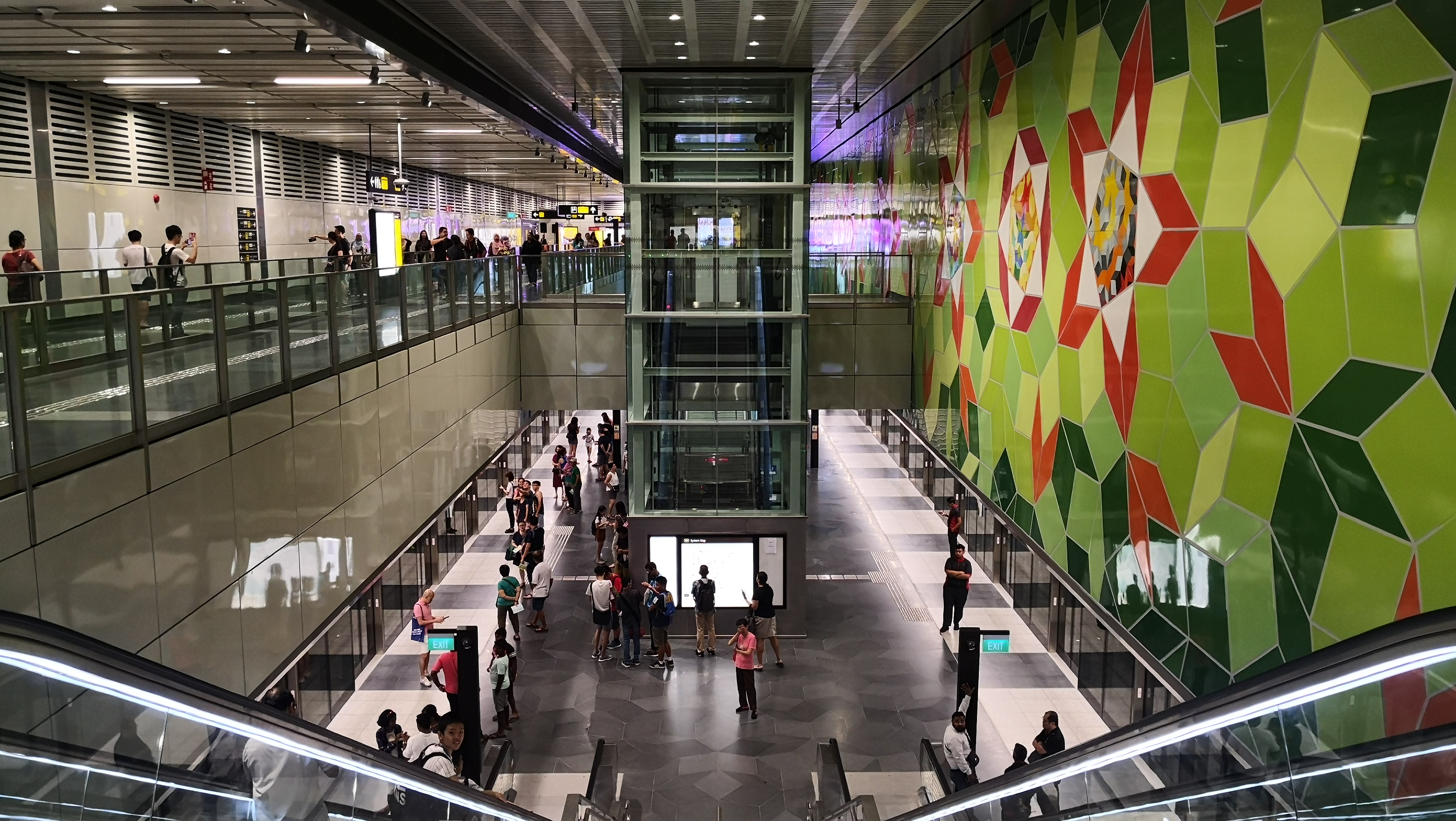
Woodlands South 역의 플랫폼

모든 MRT 역들의 승강장은 고가(高架)철도 상에 있거나 지하에 있다. 땅에 바로 플랫폼이 있는 비샨 역은 예외이다. 지하에 있는 역들은 깊고 단단하게 설계되어 공중 폭격에서 견뎌낼 수 있도록 되어 있다. 모든 역에서 휴대전화를 사용할 수 있으며 지하에 있는 역들과 열차는 환기 시설을 갖추고 있고 고가철도 상에 있는 역들은 선풍기가 갖추고 있다.
모든 역에는 최소 네 대의 자동발매기가 있다. 이용객을 위한 서비스 센터도 있으며 LED 그리고 플라즈마 디스플레이를 통해 열차 정보와 안내사항을 승객에 보여 준다. 모든 역에는 화장실과 공중전화기가 있으며 어떤 화장실은 지하에 있다. 어떤 역들은 별도로 상점, 수퍼마켓이나 세븐일레븐 같은 편의점, 현금 자동 입출금기, 다양한 서비스를 제공하는 자동화된 매점 시설들을 갖추고 있다. 역을 오르내리는 아주 견고한 오티스 에스컬레이터도 있다. 에스컬레이터는 초당 0.75m씩 이동하는데, 일반적인 에스컬레이터들보다 50% 빠른 것이다.
노스 사우스 선과 동서선의 옛 역들은 엘리베이터, 램프, 점자블록, 넓은 개찰구 그리고 장애인용 화장실 같이 장애인을 위한 시설이 원래는 없었다. 하지만, 이러한 시설들은 장애인들을 포함해 노인들도 모든 역에서 철도를 이용할 수 있도록 하는 프로그램의 일환으로 진취적으로 설치되었다. 현재는 모든 역은 무장애다.

### 운행 시간
보통 현지 시각으로 오전 5시 30분에 운행을 시작하며, 다음 날 오전 1시에 운행을 마친다. 약 5분 간격으로 도착하며 특별한 경우거나 축제 기간에는 운행시간을 연장하기도 한다.

### 차고
각자 운영자가 차고를 운영한다. SMRT Trains는 네 개의 차고를 운영한다. 비샨 차고(Bishan Depot)는 열차 중수선 시설이 있는 중앙 유지 센터이고, 창이 차고(Changi Depot)와 울루 판단 차고(Ulu Pandan Depot)는 노선이 운영하지 않는 밤 사이에 열차를 점검하고 저장하다.  투아스 차고는 투아스 링크(Tuas Link) 연장선에 맜춰 완공하였다.지하에 위치하는 킴 추안 차고(Kim Chuan Depot)는 원래 서클 선(Circle Line)의 열차 점검하기를 위한 차고이다. 하지만 현재(SBS Transit)가 운영하는 다운타운 선(Downtown Line)도 킴 추안 차고를 사용하기 때문에 공동으로 운영하는 것이다.
SBS Transit는 두 개의 차고를 운영한다. 셍강 차고(Sengkang Depot)는 노스 이스트 선(North East Line)의 열차를 위한 점검과 저장 시설 체공한다. 갈리 바투 차고(Gali Batu Depot)도 2015년에 운영 개시하며 다운타운 선(Downtown Line)의 열차를 밤 사이에 점검하고 저장하다.
2014년에 발표한 새 종합 열차 및 버스 차고가 톰슨 이스트-코스트 선, 다운타운 선, 이스트 웨스트 선의 열차를 점검 시설 체공하기를 예정이다. 창이(Changi)에 위치하며, 이 종합 차고는 220대의 열차와 760대의 버스를 저장할 수 있다.

## 안전 및 보안
싱가포르 MRT는 배리어 프리가 세계적인 수준으로 발달한 대중교통이다.  모든 싱가포르 MRT 역은 장애인을 위해 경사로, 엘리베이터 및 휠체어로 이용가능 화장실 등의 장애물 없는 시설을 갖추고 있다. 각 열차에는 두 칸의 휠체어 이용가능 객차가 있다. 싱가포르의 전철역 모습을 보면, 가운데 커다란 기둥이 개찰구와 바로 연결되는 엘리베이터다. 시각 장애인 승객은 역 엘리베이터에서 점자판을 사용하고 바닥의 선형타일 표시에 따라 입구에서 플랫폼까지 갈 수 있다. 또 이러한 선형타일은 플랫폼 가장자리 주변에 경고용으로도 사용된다. 열차에 오르면 각 정거장마다 역 이름과 환승을 위한 음성 안내가 방송된다. 청각 장애인은 플랫폼에 위치한 철도 여행 정보 시스템(RATIS)에서 접근하는 열차의 도착 시간과 목적지를 확인할 수 있다. North South Line , Thomson East-Coast Line , East West Line 노선 이용 시, 디스플레이의 SMRT 액티브 경로 맵 정보 시스템(Active Route Map Information System, STARiS)에 도착역이 표시된다. 열차 문에도 닫히기 전에 승객들에게 경고하는 빨간색 점멸등이 설치되어 있다.
또한 싱가포르 MRT는 지하철 객차 문에서 엘리베이터까지 5미터도 안 되는데, 거의 모든 전철역이 다 이렇게 되어 있다. 그래서 휠체어를 타고 지하철을 타는 게 전혀 불편하지 않다. 휠체어를 탄 채 엘리베이터를 이용하면 다른 이들보다 훨씬 빠르고 편리하게 탈 수 있다. 최단 거리로 움직일 수 있게 설계되어 있기 때문이다.

## 규칙
우선 좌석
일반적으로 각 MRT 객차에는 노인, 임산부, 아기를 둔 부모 및 이동에 문제가 있는 사람들을 위해 열차 문 근처에 '우선 좌석'으로 지정된 좌석이 여러 개 있습니다. 위의 범주에 속하지 않거나 MRT에서 좌석이 필요하지 않은 사람들이 이러한 좌석을 사용하는 것은 싱가포르에서 반복적으로 공개 토론의 주제가 되었습니다.
2019년에 LTA는 "좌석을 요청할 수 있습니까?" 이니셔티브를 시작했습니다. 이 이니셔티브에 따라 LTA는 눈에 띄지 않는 건강 또는 장애 상태 또는 단기 또는 일시적 상태(휴가 중 등)가 있는 승객에게 요청 시 "앉을 수 있습니까?"라고 적힌 해당 끈이나 스티커를 제공합니다.
음식 또는 음료 섭취
Rapid Transport System Regulations의 Regulation 14에 따라 MRT 객차나 MRT 역에서 음식이나 음료를 섭취하는 것은 금지되어 있습니다. 위반자는 최대 S$500의 벌금을 부과받을 수 있습니다. SMRT는 이 금지가 간식(과자 등) 섭취와 물 마시는 것에도 적용된다고 밝혔습니다. 일부 논평가들은 SMRT가 특히 더운 날씨나 합법적인 필요(예: 의료적 이유로 음식이나 음료를 섭취하는 경우)가 있는 사람들에게 이 금지를 엄격하게 시행하는 것은 불균형적이고 불필요하다고 주장했습니다.
사진 촬영
모든 MRT 역에서 사진과 영상을 촬영하려면 주중 오전 10시부터 오후 4시 사이에 허가를 받아야 합니다. 허가 없이 건물 내부에서 촬영한 사진이나 영상은 삭제해 주시기 바랍니다.

## 같이 보기
- 세계 각국의 도시 철도
- 싱가포르 LRT